# چارلز بونیان پدر
چارلز بونیان پدر (انگلیسی: Charles Bunyan Sr.؛ 1869 – ۱۹۲۲ (۵۲−۵۳ سال)) بازیکن فوتبال اهل پادشاهی متحد بریتانیای کبیر و ایرلند بود.
از باشگاه‌هایی که در آن بازی کرده‌است می‌توان به باشگاه فوتبال دربی کانتی، باشگاه فوتبال گیلینگام، باشگاه فوتبال شفیلد یونایتد، باشگاه فوتبال هاید، باشگاه فوتبال چسترفیلد، باشگاه فوتبال هینور تاون، باشگاه فوتبال نیوکاسل یونایتد، و باشگاه فوتبال والسال اشاره کرد.